# Muhammad al-Nasir
Muḥammad al-Nāṣir li-dīn Allāh Muḥammad ibn al-Manṣūr (in arabo الناصر لدين الله محمد بن المنصور‎?; ... – Marrakech, 1213) fu il quarto Sultano  della dinastia almohade (autoproclamatasi califfato) che regnò sul Maghreb e sulla Spagna islamica dal 1199 fino alla sua morte.

## Biografia

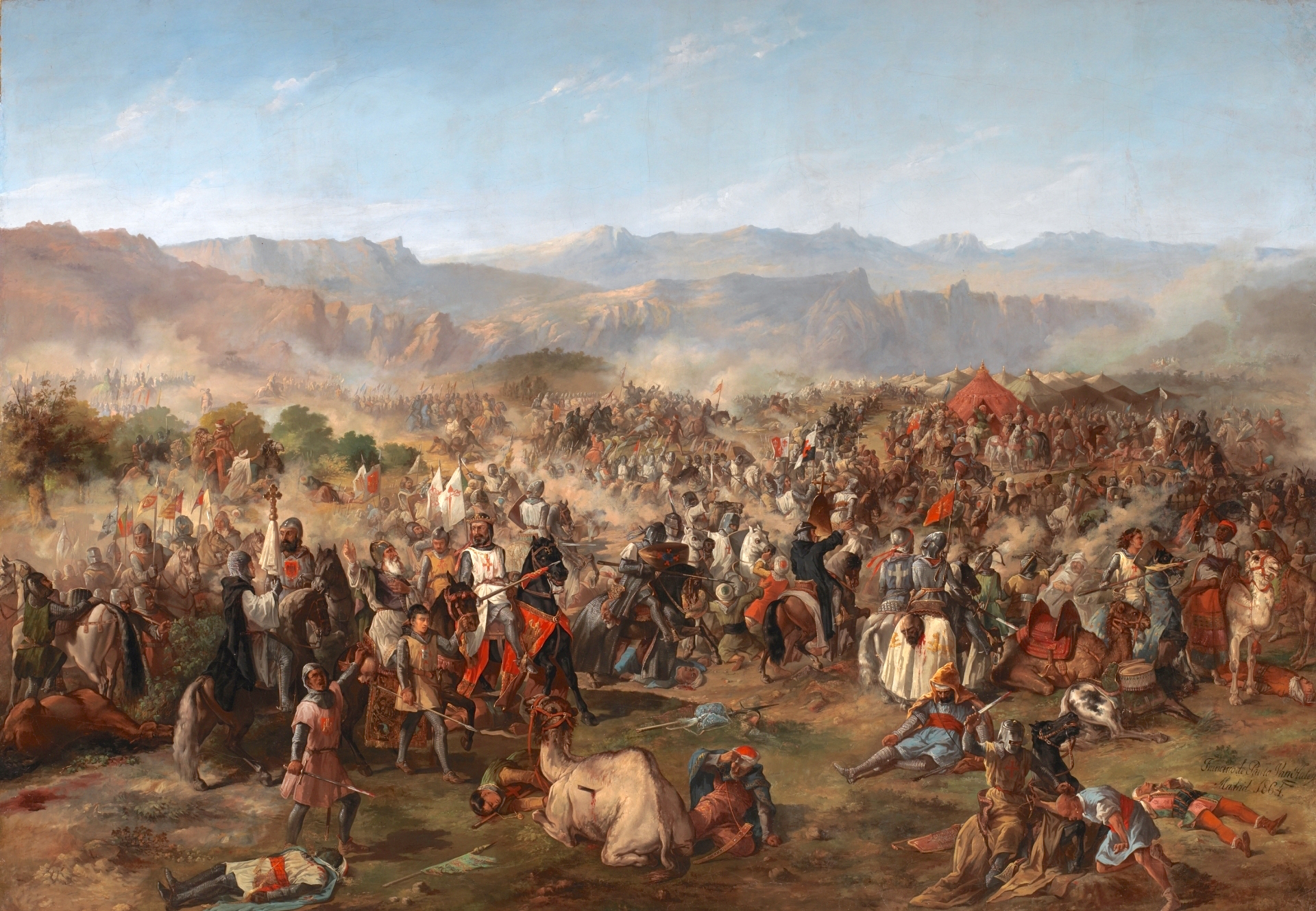
Battaglia di Las Navas de Tolosa. Dipinto a olio di Van Halen, esposto nel palazzo del Senato di Spagna a Madrid.

Al-Nāṣir era figlio del califfo Abū Yaʿqūb Yūsuf al-Manṣūr e di una schiava cristiana di nome Zahar , al-Mansur morì il 25 gennaio 1199 e gli succedette al trono il figlio Muhammad al-Nāṣir li-Dīn Allāh (Il vincitore per la religione di Dio), che venne proclamato califfo lo stesso giorno della morte del padre

Al-Nāṣir ereditò dal padre un impero che iniziava a mostrare segni di instabilità. Grazie alle vittorie che il suo predecessore aveva riportato contro i cristiani nella Penisola iberica durante i primi anni del suo regno (battaglia di Alarcos), non ci furono gravi minacce per i territori musulmani di al-Andalus, e poté quindi concentrarsi sulla lotta contro i Banū Ghāniya che tentavano di conquistare l'Ifriqiya. Avendo bisogno, dopo avere sconfitto i Banū Ghāniya, di risolvere problemi di altre parti del suo impero, al-Nāṣir li-Dīn Allāh nominò Abū Muḥammad ibn Abī Ḥafṣ governatore dell'Ifrīqiya, inaugurando involontariamente il governo della dinastia hafside in Ifrīqiya, che essa governerà fino al 1574.
A quel punto si dovette occupare della minaccia cristiana nella Penisola iberica, a causa di una "crociata" indetta da Papa Innocenzo III. Ciò determinò la sua sconfitta nella battaglia di Las Navas de Tolosa nel 1212 (chiamata dalle fonti islamiche "Battaglia di al-'Uqab" (in arabo العُقَاب‎?). Morì l'anno seguente a Marrakesh e gli succedette il figlio Yūsuf al-Mustanṣir.
I suoi visir furono:
- Abū Zayd b. Yujān (1198-1199)
- Abū Muḥammad ibn Abī Ḥafṣ (1199-1205), il futuro governatore dell'Ifriqiya e fondatore della dinastia hafside
- Abū Saʿīd ʿUthmān ibn Jāmʿi (1205-1214)

## Rapporti presunti con re Giovanni d'Inghilterra
Nei primi anni del XIII secolo, re Giovanni d'Inghilterra aveva vari problemi: venne scomunicato da Papa Innocenzo III, alcune parti del suo regno erano in rivolta ed esisteva il serio rischio di un'invasione francese.
Matteo Paris, un cronista del XIII secolo di St Albans, sostenne che, in preda alla disperazione, Giovanni mandò degli ambasciatori ad al-Nāṣir li-Dīn Allāh chiedendogli aiuto. In cambio Giovanni avrebbe offerto di convertirsi all'Islam e di trasformare l'Inghilterra in uno Stato musulmano. Tra gli ambasciatori ci sarebbe stato Master Robert, un chierico di Londra. Il Sultano almohade pare fosse disgustato da tale richiesta e congedò senza troppe esitazioni gli emissari inglesi.
Molti storici hanno messo in dubbio questa storia, a causa della mancanza di altre prove.